# 世界汽车
《世界汽车》(英文：WORLD AUTO)杂志是一本介绍汽车知识为主的中文核心期刊，是中国新车评价规程的官方平面媒体。

## 简介
《世界汽车》杂志创刊于1970年5月，由中国汽车技术研究中心主办。是中国国内历史最早、办刊时间最长的汽车类期刊，是国内唯一以汽车安全为主的评车类期刊，权威性及技术性得到整车厂和消费者的一致认可。

## 主要栏目
- NCAP与安全：以C-NCAP为技术支持，结合C-NCAP的官方实车碰撞图片，客观地评测主流车型安全性能,有助于提高消费者认知车辆安全性能的能力；及时报道国内外车辆安全技术最新发展动态。
- 专访：通过采访汽车行业高端人士，对行业热点及车型新技术等话题进行评述。
- 新车秀场：对全球上市的新车进行报道，提供新车试驾报告。
- 实车测试：对国内外最新车型进行纵深挖掘，用专业的眼光、精美的图片和朴实的文章呈现车辆的全面性能。
- 对比测评：为消费者提供市场中竞争车型的优劣对比作为购车参考。
- 专题报道：对国内外重大汽车活动、会议进行综合报道。
- 全球采风：搜罗全球奇闻轶事。
- 品牌故事：介绍世界各大名品、名车的历史。
- 展会报道：对最新的车展信息、行业技术动态进行报道。
- 时尚车苑：介绍读者以及车友自驾游的经历。
- 改酷：赏析全球改装车经典，介绍国外改装车厂和汽车改装知识识。
- 四轮竞技：报道F1、WRC等高端汽车赛事。[2][1]

## 主要活动
由《世界汽车》组织、主办、承办、协办、策划的活动有：
- 中国汽车安全主题巡展；
- C-NCAP成绩发布；
- 中国国际广告节；
- 年度最佳安全车推荐。